# De toverfles
De toverfles is een sprookje uit Friesland.

## Het verhaal
Een arme boer en zijn vrouw worden steeds armer en op een dag moet de boer zijn laatste koe verkopen. Als hij naar de markt gaat, komt hij een dwerg tegen en deze wil de koe ruilen voor een lege fles. De man zal nog armer worden, als hij de fles op een verkeerde manier gebruikt. De vrouw van de boer is boos en de boer laat dan zien wat de fles kan. Er kruipen twee kleine mannetjes uit en deze dekken de tafel met gouden borden, zilveren bestek en heerlijk voedsel. De vrouw moet zelf afwassen en de man verkoopt de borden en het bestek en koopt paarden, koeien, schapen, nieuwe kleren en meubels. De landheer vraagt zich af waardoor de boer zo rijk is. De boer wil zijn stukje land kopen maar moet dan zijn geheim prijsgeven.
De boer vertelt over de fles en de landheer dreigt hem aan te geven als tovenaar, waarna de fles verkocht wordt. De boer wordt weer steeds armer en moet zijn laatste koe opnieuw verkopen. Hij ontmoet de dwerg en ruilt de koe tegen een fles, maar hier komen grote mannen uit die alles stukslaan. De boer en zijn vrouw worden ook afgetuigd en de boer gaat met de fles naar de landheer. Hij moet de werking laten zien en tijdens een feest komen de mannen uit de fles. De landheer eist de boer het geweld te stoppen en de boer krijgt zijn eerste fles terug. De tweede fles blijft achter bij de landheer, maar de boer en zijn vrouw en kinderen leven in weelde.

## Achtergronden
- Het kleine, grijze of oude mannetje treedt vaak op als helper van de mens, maar kan ook boosaardig zijn. Denk ook aan een kabouter, dwerg, gnoom, trol of onderaardse geest. Zie hiervoor ook Het zingende botje (KHM28), De kabouters (KHM39), Repelsteeltje (KHM55), De bijenkoningin (KHM62), De gouden gans (KHM64), Het aardmanneke (KHM91), Het water des levens (KHM97), De geest in de fles (KHM99), De jood in de doornstruik (KHM110), Vogel Grijp (KHM165), Sterke Hans (KHM166) en De geschenken van het kleine volkje (KHM182).
- Zie ook De geest in de fles (KHM99), De Tondeldoos en Het blauwe licht (sprookje).